# بلمونته پیچنو
بِلمونته پیچنو (به ایتالیایی: Belmonte Piceno) یک کومونه در ایتالیا است که در استان فرمو واقع شده‌است. بلمونته پیچنو ۱۰٫۶ کیلومتر مربع مساحت و ۶۸۳ نفر جمعیت دارد و ۳۱۲ متر بالاتر از سطح دریا واقع شده‌است.